# 大船渡魚市場前駅
大船渡魚市場前駅（おおふなとうおいちばまええき）は、岩手県大船渡市にある、東日本旅客鉄道（JR東日本）大船渡線BRT（バス高速旅客輸送システム）のバス停留所である。
BRT区間上に新設された駅であり、開業当初は『JR時刻表』および『JTB時刻表』の本文ページでは臨時駅との記載があったが、「（臨）」の表記はなかった。

## 歴史
2015年3月、駅周辺の永井沢町内会および大船渡魚市場が新駅設置について大船渡市に要望書を提出した。市はこの翌月、JR東日本盛岡支社に要望を伝え、7月31日に駅の設置が発表された。
- 2015年（平成27年）
  - 7月31日：JR東日本が当駅の設置を発表[1]
  - 10月29日：JR東日本が当駅の開業日を発表[3]。
  - 12月5日：開業[2]。
- 2016年（平成28年）3月26日：営業キロを設定[4]。

## 駅構造
BRT専用道上に乗降場、ホーム屋根、ベンチを整備。構内は1車線のため、上下便の同時発着は不可。

## 利用状況
JR東日本によると、2023年度（令和5年度）の1日平均乗車人員は6人である。
開業後の推移は以下のとおりである。
| 乗車人員推移       | 乗車人員推移     | 乗車人員推移   |
| 年度               | 1日平均 乗車人員 | 出典           |
| ------------------ | ---------------- | -------------- |
| 2015年（平成27年） | 8                | [ 利用客数 2 ] |
| 2016年（平成28年） | 10               | [ 利用客数 3 ] |
| 2017年（平成29年） | 10               | [ 利用客数 4 ] |
| 2018年（平成30年） | 11               | [ 利用客数 5 ] |
| 2019年（令和元年） | 6                | [ 利用客数 6 ] |
| 2020年（令和02年） | 5                | [ 利用客数 7 ] |
| 2021年（令和03年） | 3                | [ 利用客数 8 ] |
| 2022年（令和04年） | 7                | [ 利用客数 9 ] |
| 2023年（令和05年） | 6                | [ 利用客数 1 ] |

## 駅周辺
大船渡市魚市場から約300メートルの地点に位置する。新魚市場の建設、近隣での中心市街地の再整備や災害公営住宅の建設などによる新たな生活圏形成や交流人口拡大を見込み、高齢者の移動手段確保も目的として新設された。
- 大船渡市魚市場
- 県道230号丸森権現堂線
- 国道45号
- 三陸沿岸道路（大船渡三陸道路）
- 大船渡市立大船渡小学校
- 大船渡市立大船渡中学校
- サン・アンドレス公園

## 隣の停留所
東日本旅客鉄道（JR東日本）
■大船渡線BRT
□快速・■普通
下船渡駅 - 大船渡魚市場駅 - 大船渡駅

### 記事本文
1. 1 2 3 4 5  『大船渡線BRT「大船渡魚市場前駅」新設のお知らせ』（PDF）（プレスリリース）東日本旅客鉄道盛岡支社、2015年7月31日。2015年8月25日閲覧。
2. 1 2 3  「新駅のスタート喜び合う、「魚市場前駅」が開業／大船渡線BRT」『東海新報』2015年12月6日。2024年1月9日閲覧。
3. ↑  「大船渡線BRT「大船渡魚市場前駅」開業のお知らせ (PDF)」（プレスリリース）、東日本旅客鉄道盛岡支社、2015年10月29日。2015年9月9日時点のオリジナル (PDF)よりアーカイブ。2015年10月31日閲覧。
4. ↑  「気仙沼線BRT及び大船渡線BRT ダイヤ改正について (PDF)」（プレスリリース）、東日本旅客鉄道盛岡支社、2016年2月29日。2016年3月25日時点のオリジナル (PDF)よりアーカイブ。2016年3月25日閲覧。

### 利用状況
1. 1 2  「BRT駅別乗車人員（2023年度） | 企業サイト：JR東日本」東日本旅客鉄道。2025年7月14日閲覧。
2. ↑  「BRT駅別乗車人員（2015年度）：JR東日本」東日本旅客鉄道。2025年7月14日閲覧。
3. ↑  「BRT駅別乗車人員（2016年度）：JR東日本」東日本旅客鉄道。2025年7月14日閲覧。
4. ↑  「BRT駅別乗車人員（2017年度）：JR東日本」東日本旅客鉄道。2025年7月14日閲覧。
5. ↑  「BRT駅別乗車人員（2018年度）：JR東日本」東日本旅客鉄道。2025年7月14日閲覧。
6. ↑  「BRT駅別乗車人員（2019年度）：JR東日本」東日本旅客鉄道。2025年7月14日閲覧。
7. ↑  「BRT駅別乗車人員（2020年度） | 企業サイト：JR東日本」東日本旅客鉄道。2025年7月14日閲覧。
8. ↑  「BRT駅別乗車人員（2021年度） | 企業サイト：JR東日本」東日本旅客鉄道。2025年7月14日閲覧。
9. ↑  「BRT駅別乗車人員（2022年度） | 企業サイト：JR東日本」東日本旅客鉄道。2025年7月14日閲覧。